# Caso Alex Thomas
Caso Alex Thomas refere-se ao caso de assassinato do adolescente Alex Thomas, ocorrido em 26 de fevereiro de 1986 na praia de Atlântida, na época pertencente ao município de Capão da Canoa (e atualmente a Xangri-lá), no estado do Rio Grande do Sul, fato este que causou grande repercussão na imprensa e opinião pública gaúcha.

## História

### Antecedentes
Na madrugada em questão, o jovem, então com 16 anos, caminhava pelas ruas de Capão da Canoa quando foi atacado por jovens integrantes de uma gangue porto-alegrense conhecida como "matrizeiros", "Gangue da Matriz" ou "Gangue da Praça da Matriz", composta por membros de famílias influentes da alta sociedade gaúcha.

Alex caminhava com uma menina de 13 anos e um rapaz de 17 anos pela Avenida Paraguassú, em Atlântida, quando um grupo de sete rapazes passaram em dois veículos, gritando palavras obscenas para a menina. De acordo com os relatos do processo, os gritos foram respondidos com um gesto obsceno pelos acompanhantes da menina. Irritados, os ocupantes dos dois automóveis desceram e passaram a perseguir o trio. Os dois amigos conseguiram fugir, mas os perseguidores alcançaram Alex e o cercaram. O rapaz foi violentamente espancado pelos membros da gangue, que desferiram vários golpes contra ele sem lhe dar chance alguma de defesa. Um dos integrantes partiu um cabo de vassoura contra o crânio de Alex, que, embora muito ferido e atordoado, ainda tentou se livrar dos agressores e fugir. Um deles (identificado pela polícia como Cid Olivério Borges, filho do então deputado estadual Antônio Carlos Borges), porém, desferiu uma "voadora" (chute aéreo) contra o peito de Alex, esmagando seu coração e causando a fratura de uma costela, que perfurou seu pulmão esquerdo. Alex ainda sofreu um violento traumatismo craniano com a queda e o consequente choque de sua cabeça contra o calçamento da rua. Faleceu poucos minutos depois, no próprio local da agressão, antes da chegada da ambulância, tendo sido seu corpo encaminhado diretamente ao IML do hospital local para as formalidades legais. Os membros da gangue fugiram.

### Investigação e repercussão
Interrogados após o crime, os membros da gangue confessaram ser adeptos das artes marciais e de terem usado golpes de karatê no ataque.
A morte de Alex Thomas causou revolta em todas as camadas sociais do Rio Grande do Sul, devido à violência e à covardia com a qual o jovem foi morto e ao perfil influente dos criminosos envolvidos. O próprio promotor responsável pelo caso, José Antônio Paganella Boschi, sentiu-se em delicada posição devido à expectativa popular. Três foram condenados pelo crime, um absolvido, e os adolescentes foram submetidos a medidas socioeducativas.